# 第15屆坎城影展
第15屆坎城影展於1962年5月7日至5月23日在法國坎城節慶宮舉行。 金棕櫚獎由安塞爾莫·杜阿特執導的《諾言》。 開幕片由雷蒙·魯洛執導的《特魯埃爾的戀人》。
在上一屆影展期間，坎城影展藝術總監罗贝尔·法夫尔·勒布雷特經法國影評人聯盟同意，決定在下一屆坎城影展期間設立國際影評人週。1962年，影展的國際影評人週部分首次舉行。該目標是展示來自世界各地的導演的第一部和第二部作品，而不是屈服於商業趨勢。

## 主競賽評審
以下人士被選為長片和短片的評審：
長片
- 古垣鐵郎：外交官（評審團主席）
- 亨利·多伊奇迈斯特（法语：Henry Deutschmeister）：製片人（評審團副主席）
- 索菲·德马雷（英语：Sophie Desmarets）：演員
- 让·迪图尔（法语：Jean Dutourd）：小說家
- 梅爾·法利爾：演員
- 羅曼·加里：作家
- 耶日·卡瓦莱罗维奇（英语：Jerzy Kawalerowicz）：導演
- 恩斯特·克吕格尔（德语：Ernst Krüger (Produzent)）：製片人
- 尤利·赖兹曼（英语：Yuli Raizman）：導演
- 馬里奧·索達蒂（英语：Mario Soldati）：作家
- 法蘭索瓦·杜魯福：導演

短片
- 夏尔·福特（法语：Charles Ford）：歷史學家
- 夏尔-乔治·迪瓦内尔（法语：Charles-Georges Duvanel）：攝影師
- 德里克·普勞斯（Derek Prouse）：劇作家
- 喬治·魯基耶（英语：Georges Rouquier）：導演
- 安德烈亞斯·溫丁（英语：Andréas Winding）：攝影師

## 正式競賽長片
以下電影參與角逐金棕櫚獎：
| 中文片名               | 原文片名                      | 導演                                              | 製作國            |
| ---------------------- | ----------------------------- | ------------------------------------------------- | ----------------- |
| 《可愛的茱莉亞》       | Julia, Du bist zauberhaft     | 阿爾弗雷德·魏登曼                                 | 奥地利            |
| 《華府千秋》           | Advise and Consent            | 奥托·普雷明格                                     | 美国              |
| 《情场浪子》           | All Fall Down                 | 約翰·法蘭克海默                                   | 美国              |
| 《靈魂與節奏》         | Âmes et rythmes               | 阿卜杜拉齊茲·拉姆達尼（Abdelaziz Ramdani）        | 摩洛哥            |
| 《之後愛消失了》       | Dvoje                         | 亞歷山大·彼得羅維奇                               | 南斯拉夫          |
| 《失竊的炸彈》         | S-a furat o bombă             | 伊恩·波佩斯庫-戈波                                | 羅馬尼亞          |
| 《早年的麵包》         | Das Brot der frühen Jahre     | 海伯特·維斯利                                     | 西德              |
| 《羊圈裡的俘虜》       | Пленено ято                   | 杜喬·蒙德羅夫                                     | 保加利亚          |
| 《太陽之子》           | Les Enfants du soleil         | 雅克·塞維克                                       | 摩洛哥            |
| 《五點到七點的克萊歐》 | Cléo de 5 à 7                 | 安妮·華達                                         | 法國              |
| 《女神》               | দেবী                            | 萨蒂亚吉特·雷伊                                   | 印度              |
| 《義式離婚記》         | Divorzio all'italiana         | 皮耶特羅·傑米                                     | 義大利            |
| 《蝕》                 | L'Eclisse                     | 米開朗基羅·安東尼奧尼                             | 義大利            |
| 《厄勒克特拉》         | Ηλέκτρα                       | 迈克尔·卡科扬尼斯                                 | 希腊              |
| 《滅世天使》           | El ángel exterminador         | 路易斯·布紐爾                                     | 墨西哥            |
| 《女性：七十乘七》     | Setenta veces siete           | 利奧波多·托雷·尼爾森                              | 阿根廷            |
| 《化鐵爐的街》         | キューポラのある街            | 浦山桐郎                                          | 日本              |
| 《哈利與管家》         | Harry og kammertjeneren       | 班特·克里斯滕森                                   | 丹麦              |
| 《沒有窗戶的房子》     | Dom bez okien                 | 斯坦尼斯瓦夫·耶德里卡                             | 波蘭              |
| 《跟隨佛陀的腳步》     | In the Steps of Buddha        | 普拉格纳索马·海蒂亞拉奇（Pragnasoma Hettiarachi） | 錫蘭              |
| 《無辜的人》           | The Innocents                 | 傑克·克萊頓                                       | 英国              |
| 《夢想家約瑟夫》       | בעל החלומות                   | 尤瑞·葛羅斯 阿麗娜·葛羅斯（Alina Gross）          | 以色列            |
| 《大草原上的恐怖》     | Terreur sur la savane         | 伊夫·阿萊格雷                                     | 法國、 刚果共和国 |
| 《自由一世》           | Liberté I                     | 伊夫·錢皮                                         | 法國              |
| 《長夜漫漫路迢迢》     | Long Day's Journey into Night | 薛尼·盧梅                                         | 美国              |
| 《特魯埃爾的戀人》     | Les Amants de Teruel          | 雷蒙·魯洛                                         | 法國              |
| 《楊貴妃》             | 《楊貴妃》                    | 李翰祥                                            | 英屬香港          |
| 《外太空的男人》       | Muž z prvního století         | 奧德里奇·利普斯基                                 | 捷克斯洛伐克      |
| 《世界殘酷祕史》       | Mondo Cane                    | 高替羅·賈科佩蒂 保羅·卡瓦拉 佛朗哥·普羅斯佩里     | 義大利            |
| 《謊言》               | O Pagador de Promessas        | 安塞爾莫·杜阿特                                   | 巴西              |
| 《富人窮人》           | Plácido                       | 路易斯·加西亚·贝尔兰加                            | 西班牙            |
| 《小陌生人》           | الغريب الصغير                 | 喬治·納賽爾                                       | 黎巴嫩            |
| 《蜂蜜的味道》         | A Taste of Honey              | 東尼·李察遜                                       | 英国              |
| 《聖女貞德的審判》     | Procès de Jeanne d'Arc        | 羅伯特·布列松                                     | 法國              |
| 《當樹木長高時》       | Когда деревья были большими   | 列夫·庫利扎諾夫                                   | 苏联              |

## 非競賽片
| 中文片名     | 原文片名             | 導演                                                            | 製作國 |
| ------------ | -------------------- | --------------------------------------------------------------- | ------ |
| 《薄伽丘70》 | Boccaccio '70        | 馬里奧·莫尼切利 維多里奧·狄西嘉 盧奇諾·維斯孔蒂 费德里柯·费里尼 | 義大利 |
| 《有罪無償》 | Le Crime ne paie pas | 熱拉爾·烏里                                                     | 法國   |

## 正式競賽短片
以下電影參與角逐短片金棕櫚獎:
| 中文片名                   | 原文片名                          | 導演                                                | 製作國       |
| -------------------------- | --------------------------------- | --------------------------------------------------- | ------------ |
| 《阿開亞人》               | Ахейци                            | 拉達·博亞季耶娃                                     | 保加利亚     |
| 《我的愛人，安納卡利》     | Anarkali, My Beautiful            | 讓-克洛德·西（Jean-Claude See）                     | 巴基斯坦     |
| 《藍調大城市》             | Big City Blues                    | 夏尔·胡格諾·范德林登                                | 荷蘭         |
| 《大麻煩》                 | Большие неприятности              | 瓦倫蒂娜·布倫伯格 齊奈達·布倫伯格                   | 苏联         |
| 《帕維亞加爾都西會修道院》 | Certosa di pavia                  | 卡洛·盧多維科·拉吉迪                                | 義大利       |
| 《水下的人》               | Clovek pod vodou                  | 伊利·布迪克                                         | 捷克斯洛伐克 |
| 《貓皮》                   | Couro de gato                     | 若阿金·佩德羅·德·安德拉德                           | 巴西         |
| 《西班牙舞蹈》             | Danza española                    | 胡安·杰奈什                                         | 西班牙       |
| 《面孔》                   | Faces                             | 埃迪·麥康奈爾                                       | 英国         |
| 《海的形象》               | Image Of The Sea                  | 理查·艾倫·格雷（Richard Alan Gray）                 | 美国         |
| 《貓頭鷹河》               | La Rivière du Hibou               | 羅伯特·恩里科                                       | 法國         |
| 《亨比》                   | Le Hampi                          | 克勞德·朱卓 羅傑·莫里埃（Roger Morilliere） 尚·胡許 | 尼日尔       |
| 《火之神》                 | Les Dieux du feu                  | 亨利·史托克                                         | 比利时       |
| 《四季》                   | Les quatre saisons                | 尼古拉斯·格斯納                                     | 瑞士         |
| 《愛情與電影》             | Ljubav I Film                     | 伊沃·弗巴尼奇（Ivo Vrbanic）                        | 南斯拉夫     |
| 《期望值》                 | Oczekiwanie                       | 維托爾德·蓋爾什 卢德维克·佩尔斯基                   | 波蘭         |
| 《湖泊》                   | Pan                               | 赫爾曼·范·德·霍斯特                                 | 荷蘭         |
| 《羅道夫·布雷斯丁》        | Rodolphe Bresdin                  | 妮莉·卡普蘭                                         | 法國         |
| 《爵士樂中的羅馬時刻》     | Roma momenti in Jazz              | 恩佐·巴塔利亞                                       | 義大利       |
| 《薩格奈》                 | Saguenay                          | 克里斯多福·查普曼                                   | 加拿大       |
| 《熱情》                   | Szenvedely                        | 約瑟夫·奈普                                         | 匈牙利       |
| 《記者日記》               | Tagebuch eines Reporters          | 曼弗雷德·杜尼約克                                   | 西德         |
| 《牙齒就是金錢》           | Teeth Is Money                    | 讓·德利爾 艾迪·賴薩克                               | 比利时       |
| 《澳洲風景畫家》           | The Australian Landscape Painters | 理查·梅森                                           |              |
| 《音速》                   | The Sound of Speed                | 布魯斯·凱斯勒                                       | 美国         |
| 《沃羅內》                 | Voronet                           | 伊恩·博斯坦                                         | 羅馬尼亞     |
| 《尚比西河》               | Zambesi                           | 雷蒙·漢考克（Raymond Hancock）                      | 南非         |

## 獎項

### 正式競賽獎項
以下電影和演員獲得了1962年的獎項：
長片
- 金棕櫚獎：《諾言（葡萄牙語：O Pagador de Promessas）》－安塞爾莫·杜阿特（葡萄牙語：Anselmo Duarte）
- 評審團獎：
  - 《蝕（英语：L'Eclisse）》－米開朗基羅·安東尼奧尼
  - 《聖女貞德的審判（英语：The Trial of Joan of Arc）》－羅伯特·布列松
- 最佳女演员奖：
  - 凱瑟琳·赫本－《長夜漫漫路迢迢（英语：Long Day's Journey into Night (1962 film)）》
  - 麗塔·塔欣厄姆－《蜂蜜的味道（英语：A Taste of Honey (film)）》
- 最佳男演員獎：
  - 狄恩·史達威爾，賈森·羅巴茲和拉爾夫·理查（英语：Ralph Richardson）－《長夜漫漫路迢迢（英语：Long Day's Journey into Night (1962 film)）》
  - 莫瑞·梅爾文（英语：Murray Melvin）－《蜂蜜的味道（英语：A Taste of Honey (film)）》
- 最佳喜劇片：《義式離婚記（英语：Divorce, Italian Style）》－皮耶特羅·傑米（英语：Pietro Germi）

短片
- 短片金棕櫚獎：《貓頭鷹河（英语：An Occurrence at Owl Creek Bridge）》－羅伯特·恩里科（英语：Robert Enrico）
- 評審團特別獎：《期望值》－維托爾德·蓋爾什（英语：Witold Giersz）和卢德维克·佩尔斯基（波兰语：Ludwik Perski）
- 短片技術獎：
  - 《火之神》－亨利·史托克（英语：Henri Storck）
  - 《期望值》－維托爾德·蓋爾什（英语：Witold Giersz）和卢德维克·佩尔斯基（波兰语：Ludwik Perski）
  - 《湖泊》－赫爾曼·范·德·霍斯特（荷兰语：Herman van der Horst）

### 獨立競賽獎項
費比西獎：
- 《滅世天使（英语：The Exterminating Angel (film)）》－路易斯·布紐爾

瓦肯獎：
- 《特魯埃爾的戀人（英语：The Lovers of Teruel (film)）》－雷蒙·魯洛（英语：Raymond Rouleau）
- 《厄勒克特拉（英语：Electra (1962 film)）》－迈克尔·卡科扬尼斯（英语：Michael Cacoyannis）
- 《楊貴妃》－李翰祥

OCIC獎：
- 《聖女貞德的審判（英语：The Trial of Joan of Arc）》－羅伯特·布列松

## 其他媒體
- British Pathé: Cannes Film Festival 1962 footage （页面存档备份，存于）
- British Pathé: Cannes Film Festival 1962 Awards （页面存档备份，存于）
- INA: Opening of the 1962 festival （页面存档备份，存于） (法文)
- INA: Atmosphere at the 1962 Cannes Festival （页面存档备份，存于） (法文)
- INA: List of winners of the 1962 Cannes Festival （页面存档备份，存于） (法文)

## 外部連結
- 1962 Cannes Film Festival (web.archive)
- Official website Retrospective 1962 的存檔，存档日期2019-10-01.
- Cannes Film Festival Awards for 1962 （页面存档备份，存于） at Internet Movie Database